# Verso il 2000
Verso il 2000 è un album di Flavia Fortunato pubblicato nel 1986.

## Tracce
Lato A
1. L'amore – 3:37
2. Verso il 2000 – 4:25
3. Quanta neve cade giù – 3:45
4. E suonando il jazz e cantano il jazz – 3:25
5. E mi manchi un po' di più

Lato B
1. Forte fortissimo – 4:20
2. Sette di sera – 3:37
3. La luna – 4:00
4. Un angelo – 4:22
5. Shara – 3:31

## Formazione
Musicisti
- Flavia Fortunato – voce, cori
- Luciano Ciccaglioni – chitarra, tastiera
- Gianni Mazza – pianoforte
- Fabio Pellegrini – basso
- Giacomo Simonelli – tastiera
- Derek Wilson – batteria
- Dino Kappa – basso
- Walter Martino – batteria
- Gianni Oddi – sax
- Alberto Cheli – cori

Produzione
- Arrangiamenti – Giacomo Simonelli (tracks: A1, B3, B5), Luciano Ciccaglioni (traccia: A2, A3, A4, A5, B1, B2, B4)
- Disegnatore – Giorgio Stachowski
- Produttore – Elio Palumbo
- Scritto da: Elio Palumbo, Giacomo Simonelli, Salvatore Pinna, Alberto Cheli, Antonello De Sanctis, Gezy, Claudio Natili, Ignazio Polizzy, Marcello Ramoino, Flavia Fortunato e Paolo Vasile